# Lady Marmalade (versión de Moulin Rouge)
«Lady Marmalade» es una versión del año 2001 de la canción original del mismo título escrita por Bob Crewe y Kenny Nolan en 1974, e interpretada originalmente por el grupo "disco" de Nolan, The Eleventh Hour. Para ello, se unieron las cantantes Christina Aguilera, Lil' Kim, Mýa y Pink  con el fin de colaborar con la banda sonora de la película Moulin Rouge. Esta versión fue escrita por Bob Crewe, Kenny Nolan y Lil' Kim que escribió su propio fragmento (pero no recibió créditos por ello), fue producida por Missy Elliott y Rockwilder.
La canción se convirtió en un éxito, llegando al puesto número 1 en la lista Billboard Hot 100 en los Estados Unidos, y pasó cinco semanas en la cima de la tabla. «Lady Marmalade» fue el cuarto número uno para Aguilera en la lista Billboard Hot 100, y número uno por primera vez para Lil Kim, Pink y Mýa en dicha lista. Para Aguilera, la canción fue su último número uno en Billboard Hot 100 hasta que en 2011 alcanzó nuevamente dicha posición con «Moves like Jagger» en colaboración con Maroon 5. Al igual para Pink, hasta 2008 que alcanzó el número uno nuevamente con «So What». El sencillo fue el más vendido de Lil' Kim y Mýa, y el único número uno hasta la fecha para las cantantes. Además de estar en la cima durante cinco semanas, «Lady Marmalade» se mantuvo en el top 40 de Estados Unidos durante diecisiete semanas, y alcanzó el número 1 en las listas en quince países diferentes, entre ellos el Reino Unido, Noruega, Alemania, Brasil, Nueva Zelanda, Australia, entre otros. Alcanzó el top 5 en países como Italia, Dinamarca, Finlandia, Bélgica y Austria. Fue certificado por la RIAA platino en los Estados Unidos tras vender más de 1 000 000 de copias, al igual que en Suiza, Noruega, Nueva Zelanda, Italia, Australia, entre otros países. Hasta diciembre de 2001, el sencillo había vendido 5,2 millones de copias en todo el mundo.
El vídeo musical fue dirigido por Paul Hunter. Fue filmado a finales de marzo de 2001 en Los Ángeles construido para parecerse al actual Moulin Rouge, club nocturno de París alrededor de 1890-1910. El vídeo no solo ganó el MTV Video Music Award por "Mejor Video del Año" y "Mejor Vídeo de una Película", sino también fue nominada a "Mejor Vídeo Dance", "Mejor Video Pop", "Mejor Coreografía" (Tina Landon), y "Mejor dirección artística". El vídeo de «Lady Marmalade» ocupó el lugar número 30 de los 100 mejores vídeos por MuchMusic. La canción ganó un Premio Grammy en la categoría de "Mejor Colaboración Pop Vocal", estando Aguilera nominada dos veces en esta categoría de la misma ceremonia por la canción «Lady Marmalade» y por «Nobody Wants to Be Lonely» con Ricky Martin.
La canción fue incluida en el álbum de grandes éxitos de Aguilera, titulado Keeps Gettin' Better: A Decade of Hits. Al igual que en el álbum de grandes éxitos de Pink titulado Greatest Hits... So Far!!! (ambos en versiones no estadounidenses).

## Antecedentes

### Versión original de Labelle
"Lady Marmalade" fue escrita por Bob Crewe y Kenny Nolan. La cantante principal de Labelle, Patti LaBelle, fue quien introdujo la idea de una mujer conocida como «Lady Marmalade» quien seducía a un hombre en las calles de Nueva Orleans. La frase "Voulez-vous coucher avec moi (ce soir)?"  es una invitación a mantener relaciones sexuales en el idioma francés.
La canción ha sido objeto de numerosas versiones cover, siendo la primera de la que tenemos noticia por la cantante austriaca Gisela Wuchinger (Gilla) en 1975 (single Hansa 13 859 AT). En dicha versión la frase clave en francés era repetida a continuación en inglés: "Do you want to sleep with me tonight?" . Otra versión fue grabada en 1991 por la cantante Sheila E. para el álbum Sex Cymbal en una edición cercana a un sonido de jazz. En 1995 la banda Boogie Knights realizó una nueva versión de la canción, siendo interpretada por el cantante de la banda, Jeff Scott Soto. En 1998 se hizo una tercera versión por el grupo de pop inglés, All Saints como parte de un doble lado A del sencillo Under the Bridge, el cual ocupó el número uno del Top 40 en el Reino Unido. Esta última versión contiene diferentes letras para algunos versos; las únicas letras que se conservaron de la canción original fueron las del estribillo.
Veintiséis años después llamaron a las cantantes Christina Aguilera, Lil' Kim, Mýa y Pink para que colaboraran en la banda sonora de la película Moulin Rouge! Esta versión fue escrita por Bob Crewe, Kenny Nolan y Lil' Kim que escribió su propio fragmento (pero no recibió créditos por ello), fue producida por Missy Elliott y Rockwilder.

## Vídeo musical
El vídeo musical, dirigido por Paul Hunter, cuenta con las cuatro artistas en lencería, también cuenta con la cantante de rap Missy Elliott que hace la apertura de dicho video y fue filmado a finales de marzo de 2001 en Los Ángeles. El video no solo ganó el MTV Video Music Award por "Mejor Video del Año" y "Mejor Video de una Película", sino que también fue nominada a "Mejor Vídeo Dance", "Mejor Video Pop", "Mejor Coreografía" (Tina Landon), y "Mejor dirección artística". Fue nombrado el quinto vídeo más sexy de la historia por Fuse TV.
El 1 de agosto de 2014, el video fue certificado por VEVO tras sobrepasar las 100 millones de reproducciones. En tanto, el video logró las 100 millones de visitas el 14 de agosto en YouTube.
Actualmente cuenta con más de 380 millones de reproducciones en la plataforma. 

### Trama
Missy Elliott es quien hace la apertura del video, luego sale Mýa cantando su parte haciendo movimientos sexy debajo de un corazón, después llega la cantante Pink cantando su parte encima de una cama al estilo de época, luego Lil' Kim rapea su parte acostada en un sillón mientras una servidumbre le trae objetos y ella los rechaza, la última, Christina Aguilera hace su aparición en un tocador interpretando su parte mientras es arreglada por asistentes. Luce un peinado extravagante con melena de un león. Al final todas las cantantes se unen en el escenario para interpretar la canción juntas.

## Recepción

### Comercial
La canción se convirtió en un éxito instantáneo, llegando número 1 en la lista Billboard Hot 100 en los Estados Unidos, y estuvo cinco semanas en la cima de la tabla. Además de estar en la cima durante 5 semanas, «Lady Marmalade» se mantuvo en el top cuarenta de Estados Unidos durante diecisiete semanas, y alcanzó el número 1 en las listas en quince países diferentes, entre ellos el Reino Unido, Noruega, Alemania, Brasil, Nueva Zelanda y Australia, y alcanzó el top 5 en países como Italia, Dinamarca, Finlandia, Bélgica y Austria. Fue certificado por la RIAA platino en los Estados Unidos tras vender más de 1 000 000 de copias, al igual que en Suiza, Noruega, Nueva Zelanda, Italia, Australia, entre otros países. Hasta diciembre de 2001, el sencillo había vendido 5,2 millones de copias en todo el mundo. La canción fue nombrada la número 12 más exitosa de la historia en la categoría Billboard Hot Latin Songs.
Además fue el cuarto número 1 para Aguilera en la lista Billboard Hot 100, y número 1 por primera vez para Lil Kim, Pink y Mýa en dicha lista. Para Aguilera, la canción fue su último número uno en Billboard Hot 100 hasta 2011 con «Moves like Jagger» colaboración con Maroon 5. Al igual para Pink, hasta 2008 que alcanzó el número uno nuevamente con «So What». El sencillo fue el sencillo más vendido de Lil 'Kim y Mýa, y el único número uno hasta la fecha para las cantantes.

## Presentaciones en vivo

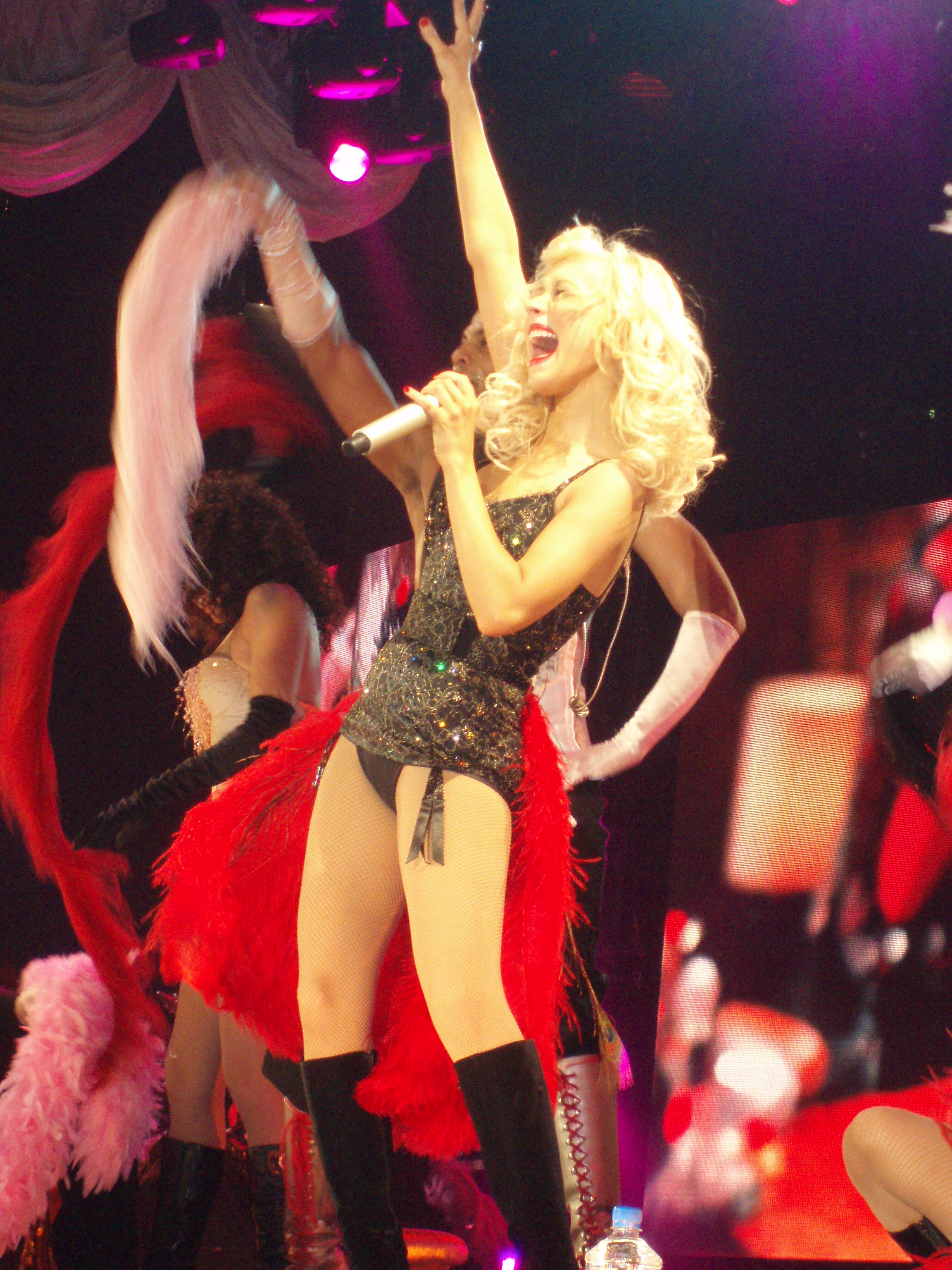
Christina Aguilera durante la interpretación de la canción «Lady Marmalade».

Las cantantes Christina Aguilera, Lil' Kim, Mýa y Pink se presentaron en la 44.ª edición de los Premios Grammy, realizando un especial presentación en la final de los premios que incluyeron la aparición de la cantante original de «Lady Marmalade», Patti LaBelle.
Por otra lado, Aguilera interpretó la canción en sus giras mundiales Stripped Live in the UK, Back to Basics: Live and Down Under, The Liberation Tour y The X Tour, además de interpretarla en su residencia de conciertos en Las Vegas The Xperience. De la misma manera, Pink interpretó la canción en su gira mundial Try This Tour, pero fue censurada la parte de «Lady Marmalade» porque se burlaba de la cantante Christina Aguilera, ya que durante la interpretación de dicha canción entonaba el sencillo «Beautiful» de Aguilera sosteniendo a una muñeca inflable con la apariencia de Aguilera en el vídeo de «Lady Marmalade» mientras fingía sexo oral con esta, lo cual provocó conflictos entre ambas artistas, e hizo que se levantaran polémicas referente a la colaboración que tuvo la autora de «Beautiful» (Linda Perry) con las dos cantantes.

### Covers de otros cantantes

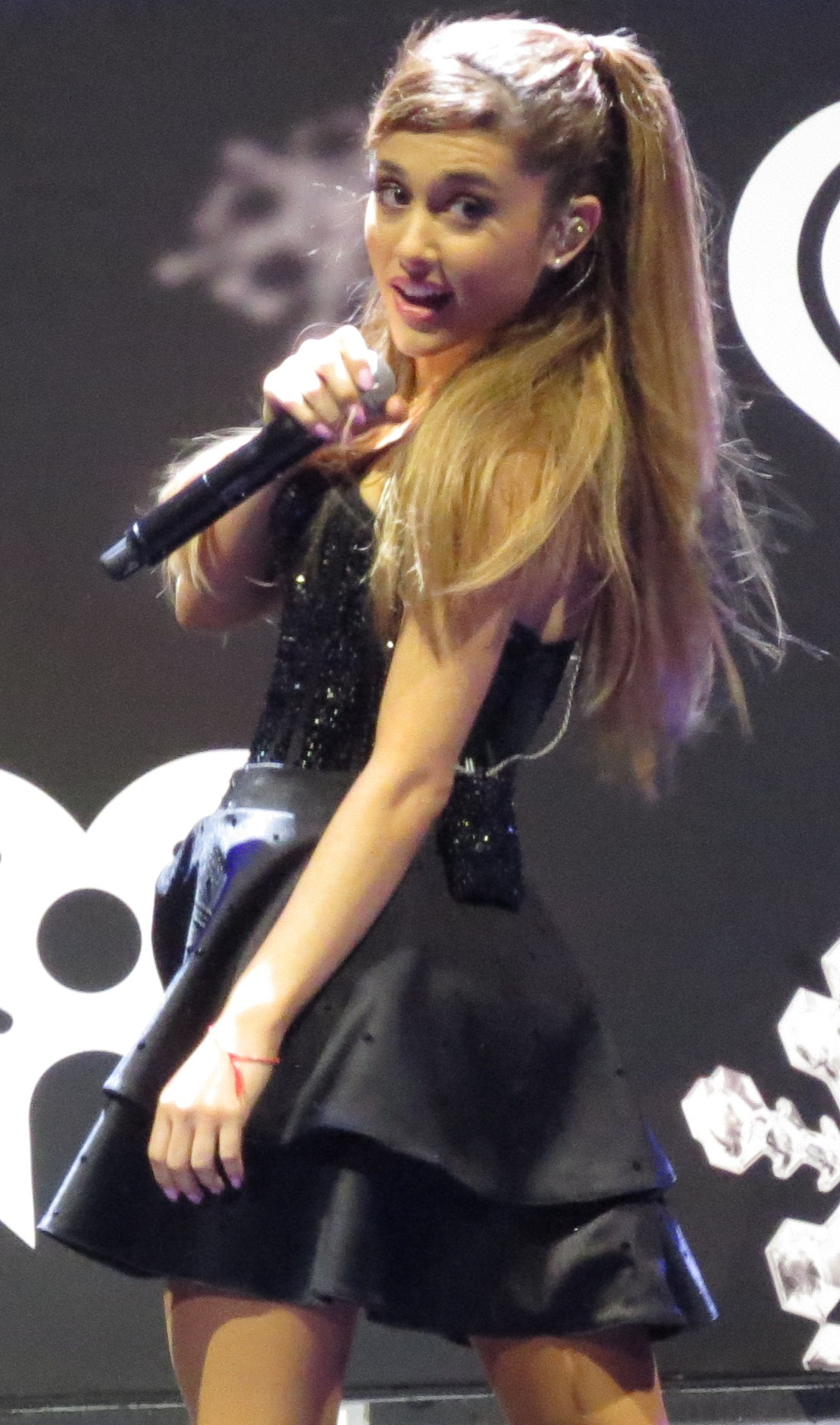
Ariana Grande, una de los muchos cantantes quien ha interpretado «Lady Marmalade».

La siguiente lista presenta algunos covers a partir del 2001, desde que salió la versión de Moulin Rouge.
- Con un género de eurodance extremadamente rápido, interpretada por Nancy and The Boys en Dancemania Speed 8 en el año 2002.
- En 2002, En Vogue interpretó la canción en su concierto lanzado en DVD, "Live en EE.UU.".
- Una interpretación de Carol Duboc y Noji Minae en la película Be Cool (2005).
- La canción fue interpretada en 2007 por el grupo de chicas Sugababes y Patti LaBelle. Ellas hicieron la canción a dúo en Swarovski Fashion Rocks.
- Una interpretación de Beyoncé Knowles tuvo lugar en la ceremonia de los Academy Awards (2009).
- Las chicas Corrie interpretaron la canción en el 2004 en Discomania CD, una recopilación de canciones populares de discoteca que comprenden principalmente las colaboraciones entre artistas originales y contemporáneos.
- Un arreglo de The Lost Fingers ofrecieron en Nanette Workman (2009).
- La banda de power metal Manowar tocó la canción en vivo en Francia, donde tenía a los fans cantando la mayoría de las letras.
- El cantante chino mandarín Jolin Tsai interpretó la canción en el 2008 para su álbum en inglés Love Exercise
- Andy Hallett cantó «Lady Marmalade» en la serie de televisión Ángel, como su personaje Lorne.
- Celine Dion cantó el tema en el Taking Chances Tour
- Tiffany y Taeyeon del grupo de K-Pop Girls' Generation, realizaron el cover de Moulin Rouge!, para el primer Tour japonés y la segunda gira en Asia. Tiffany realizó el rap hecho en la canción de Lil' Kim.
- El alemán a cappella del grupo LaLeLu publicó la canción en el álbum Pech im Unglück (2010).
- Ariana Grande interpretó la canción junto a Patti Labelle.
- CeCe Frey interpretó esta canción en la segunda temporada de The X Factor en noviembre de 2012.

## Formatos
| Sencillo en CD |                                          |          |  |
| N.º            | Título                                   | Duración |  |
| 1.             | «Lady Marmalade» (Radio Mix)             | 4:14     |  |
| 2.             | «Lady Marmalade» (Thunderpuss Radio Mix) | 4:09     |  |
| 3.             | «Lady Marmalade» (Thunderpuss Club Mix)  | 9:35     |  |

## Listas de popularidad

### Semanales
| Lista (2001)                           | Mejor posición |
| -------------------------------------- | -------------- |
| Alemania (Media Control AG)            | 1              |
| Australia (ARIA)                       | 1              |
| Austria (Ö3 Austria Top 40)            | 3              |
| Bélgica (Flandes) (Ultratop 50)        | 2              |
| Bélgica (Valonia) (Ultratop 50)        | 3              |
| Brasil (Brasil Top 20 Singles)         | 1              |
| Canadá (Canadian Singles Chart)        | 17             |
| Dinamarca (Tracklisten)                | 2              |
| España (Top 100 Canciones)             | 1              |
| Estados Unidos (Billboard Hot 100)     | 1              |
| Estados Unidos (Pop Songs)             | 1              |
| Estados Unidos (Hot Dance Club Songs)  | 3              |
| Estados Unidos (Hot R&B/Hip-Hop Songs) | 43             |
| Estados Unidos (Adult Top 40)          | 25             |
| Finlandia (OFC)                        | 2              |
| Francia (SNEP)                         | 12             |
| Grecia (IFPI Greece)                   | 1              |
| Italia (FIMI)                          | 6              |
| Irlanda (IRMA)                         | 1              |
| Noruega (VG-lista)                     | 1              |
| Nueva Zelanda (Recorded Music NZ)      | 1              |
| Países Bajos (Dutch Top 40)            | 2              |
| Reino Unido (UK Singles Chart)         | 1              |
| Rumania (Romanian Top 100)             | 1              |
| Suecia (Sverigetopplistan)             | 1              |
| Suiza (Schweizer Hitparade)            | 1              |

| Listas (2001)  | Posiciones |
| -------------- | ---------- |
| Australia      | 13         |
| Austria        | 11         |
| Francia        | 51         |
| Irlanda        | 10         |
| Países Bajos   | 10         |
| Nueva Zelanda  | 20         |
| Suiza          | 4          |
| Reino Unido    | 14         |
| Estados Unidos | 24         |

| País           | Certificación | Ventas     |
| -------------- | ------------- | ---------- |
| Australia      | 2x Platino    | 140,000+   |
| Austria        | Oro           | 15,000     |
| Estados Unidos | Platino       | 1,200,000+ |
| Francia        | Plata         | 125,000+   |
| Italia         | Platino       | 100,000+   |
| Nueva Zelanda  | Platino       | 10,000+    |
| Noruega        | Platino       | 10,000+    |
| Países Bajos   | Platino       | 8,000+     |
| Suecia         | Platino       | 20,000+    |
| Suiza          | Oro           | 15,000+    |
| Reino Unido    | Oro           | 600,000+   |

### Sucesión en listas
| Anterior: «Me, Myself and I» de Scandal'us | ARIA Charts — Sencillo Nro 1 20 de mayo de 2001 — 3 de junio de 2001           | Siguiente: «Angel» de Shaggy con Rayvon            |
| Anterior: «All for You» de Janet Jackson   | Billboard Hot 100 — Sencillo Nro 1 2 de junio de 2001 — 30 de junio de 2001    | Siguiente: «U Remind Me» de Usher                  |
| Anterior: «Walking Away» de Craig David    | RIANZ Singles Chart — Sencillo Nro 1 10 de junio de 2001 — 24 de junio de 2001 | Siguiente: «What Took You So Long?» de Emma Bunton |
| Anterior: «Angel» de Shaggy con Rayvon     | UK Singles Chart — Sencillo Nro 1 17 de junio de 2001 — 30 de junio de 2001    | Siguiente: «The Way to Your Love» de Hear'Say      |

## Reconocimientos

### Premios
| Premiación                   | Premio                                   | Nominación       | Resultado |
| ---------------------------- | ---------------------------------------- | ---------------- | --------- |
| Nominaciones y premios       |                                          |                  |           |
| ALMA Awards                  | Mejor canción para una película          | «Lady Marmalade» | Ganador   |
| Billboard Video Award        | Director del año (Paul Hunter)           | «Lady Marmalade» |           |
| Coke Juice Awards            | Mejor Video de R&B                       | «Lady Marmalade» |           |
| 44th Grammy Awards           | Mejor colaboración vocal de pop          | «Lady Marmalade» |           |
| MVPA Video Awards            | Best Styling                             | «Lady Marmalade» |           |
| MTV Japan Video Music Awards | Mejor video para una película            | «Lady Marmalade» |           |
| MTV Video Music Awards       | Mejor video para una película            | «Lady Marmalade» |           |
| MTV Video Music Awards       | Mejor video del año                      | «Lady Marmalade» |           |
| The Music Factory Awards     | Video del año                            | «Lady Marmalade» |           |
| Radio Music Awards           | Canción del año                          | «Lady Marmalade» |           |
| Sound Awards                 | Canción del año (Internacional)          | «Lady Marmalade» |           |
| Sound Awards                 | Canción del año (Internacional)          | «Lady Marmalade» |           |
| Sound Awards                 | Mejor canción dance                      | «Lady Marmalade» |           |
| ALMA Awards                  | Video del año                            | «Lady Marmalade» |           |
| Teen Choice Awards           | Choice song of the Summer                | «Lady Marmalade» |           |
| TMF Awards (Bélgica)         | Mejor Video del año                      | «Lady Marmalade» |           |
| TMF Awards (Países Bajos)    | Mejor Video del año                      | «Lady Marmalade» |           |
| VH1 Music Awards             | Video del año                            | «Lady Marmalade» |           |
| VH1 Music Awards             | Is it hot in here or is it just my video | «Lady Marmalade» |           |